# フランシス・ジョセフ・ライツ
フランシス・ジョセフ・ライツ (Francis Joseph Reitz (1841年7月7日 - 1930年12月11日) は、アメリカ合衆国インディアナ州エヴァンズヴィルの銀行家、市民団体の指導者、フィランソロピスト。50年以上、エヴァンズヴィルの経済界のリーダーであり、1924年にナショナル・シティ・バンク(現Integra Bank )退職した。ライツは40年以上この銀行の重役であり、31年会長を務めた。退職後、莫大な富をもとにフィランソロピーに貢献した。
ビジネス界では彼のビジネス・センスおよびビジネス上での高い公的責任能力で大いに尊敬された。彼の死亡記事ではライツは保守的な紳士であり、世間の注目を避けることを好んだ。
彼は心配性ではなく、規則正しい生活をすることが長生きの秘訣と考えていた。ライツは毎晩9時間睡眠をとり、終業後は仕事のことは一切考えず、家に仕事を持ち込まなかった。

## 遺産
ライツは様々なチャリティ、教会、教育機関に何百万ドルもの寄付をした。死亡記事によると彼は富、力、知力は自主的に貢献するものであると考え、全ての人々の利益のために使われるべきだと感じていた。
カトリック教会系のライツ記念高等学校の開校および共に彼の名を冠したエヴァンズヴィル西側の公立学校であるFJライツ高等学校に有り余るほどの寄付をした。1922年に創立した東側のカトリック学校の落成式で、教皇の使節としてインディアナポリスから来た司祭のジョセフ・チャートランドはライツにOrder of Pius IX を授けた。ライツはこの称号を与えられたインディアナ州初の人物であり、全米でも3人目の人物である。
ライツは父のジョン・オーガスタス・ライツのためにエヴァンズヴィルのLittle Sisters of the Poor に多額の寄付をし、またインディアナ州ヴァンセヌにある聖ヴァンセヌ児童養護施設の強力な支援者となった。彼の寄付先はカトリック教会系列だけではなかった。メソジスト系のエヴァンズヴィル・カレッジ(現エヴァンズヴィル大学)の設立資金に多額の寄付をした。ライツは自身が正式な教育を受ける機会がなかったことを後悔していたため、若年層への教育に熱心であった。
エヴァンズヴィルの1番通りとチェストナット通りの角にある、父親によって建てられたライツ邸は現在インディアナ州唯一のヴィクトリア建築博物館であるライツ邸博物館として一般に公開されている。